# Giovanni Cassini
Giovanni Domenico Cassini (født 8. juni 1625, død 14. september 1712) var en italiensk astronom, matematiker og ingeniør. Cassini blev født i Perinaldo i den daværende republik Genova, men blev senere fransk statsborger.
Cassini er kendt for sit arbejde som astronom og opdagede Saturns fire største måner og opdagede opdelingen af Saturns ringsystem. Giovanni Domenico Cassini arbejde sammen med andre familiemedlemmer med udarbejdelsen af et topografisk kort over Frankrig.
I 1935 opkaldtes månekrateret Cassini efter ham, og i 1997 blev Cassini-rumsonden opkaldt efter ham. 